# Megalopolis (Film)
Megalopolis ist ein US-amerikanischer Monumentalfilm von Francis Ford Coppola. Es handelt sich um sein erstes Filmprojekt nach einer 13-jährigen Abstinenz und sollte den Höhepunkt seines künstlerischen Schaffens darstellen. Das futuristische Science-Fiction-Drama mit Anlehnungen an die späte Römische Republik handelt von einem Architekten, der New York City zu einem Utopia der Zukunft ausbauen möchte. Die Hauptrollen des Ensemblefilms übernahmen Adam Driver, Nathalie Emmanuel, Giancarlo Esposito, Shia LaBeouf, Jon Voight und Aubrey Plaza.
Für Coppola gestaltete sich die Umsetzung von Megalopolis als Herzensprojekt. Ursprünglich bereits in den frühen 1980er Jahren geschrieben, inszenierte der Regisseur in den 1990er Jahren eine Reihe von Studiofilmen, um die Produktion von Megalopolis aus eigener Tasche finanzieren zu können. Anfang der 2000er Jahre drehte Coppola in New York City rund 30 Stunden an Hintergrundaufnahmen, ehe er die Realisierung im Zuge der Terroranschläge am 11. September 2001 stoppte.
Ende der 2010er Jahre nahm Coppola die Produktion von Megalopolis wieder auf und verkaufte Teile seines Weinbaugebiets, um das Budget von rund 100 Millionen US-Dollar eigenständig tragen zu können. Die Dreharbeiten erfolgten von Herbst 2022 bis Frühling 2023, ehe Megalopolis am 16. Mai 2024 auf den Internationalen Filmfestspielen von Cannes seine Premiere feierte. Der deutsche Kinostart erfolgte am 26. September 2024 und der US-amerikanische am darauffolgenden Tag.
Die Veröffentlichung des Films wurde von Skandalen rund um die teils problematische Besetzung, angebliches Fehlverhalten von Regisseur Coppola am Filmset und die Verwendung gefälschter Rezensionen in Werbetrailern begleitet. Die Resonanz von Kritikern fiel gespalten aus und schwankte zwischen Extremen wie „Meisterwerk“ und „Desaster“, während Megalopolis beim Publikum fast gänzlich durchfiel. So erhielt der Film im Rahmen der Verleihung der Goldenen Himbeere 2025 insgesamt sechs Nominierungen, darunter als schlechtester Film. Mit Einnahmen von nur zehn Millionen US-Dollar avancierte Megalopolis gleichzeitig aufgrund seiner hohen Produktionskosten zu einem finanziellen Flop.

## Handlung
New Rome, eine New York City nachempfundene Metropole mit römischen Einflüssen: Der angesehene Architekt Cesar Catilina von der städtischen Design-Behörde hat für die Entwicklung des neuartigen Baustoffes „Megalon“ den Nobelpreis gewonnen. Durch die finanzielle Unterstützung seines reichen Onkels Hamilton Crassus III. möchte er das Material nun dazu nutzen, seine futuristische Zukunftsvision der Stadt umzusetzen: Megalopolis. Gegenwind erhält Cesar allerdings vom amtierenden Bürgermeister Franklyn Cicero, der lieber weiterhin auf die bewährten Baustoffe Stahl und Beton setzen möchte. Beide Männer teilen eine gemeinsame Vergangenheit, war Cicero doch der Staatsanwalt, als Jahre zuvor der mysteriöse Tod von Cesars erster Ehefrau Sunny Hope vor Gericht verhandelt wurde.
Cesars Fähigkeit, die Zeit anhalten zu können, zieht das Interesse von Ciceros Tochter Julia auf sich. Die ehemalige Medizinstudentin verfolgt zunächst den Plan, den Architekten für ihren Vater auszuspionieren, findet aber schon bald an Cesar samt seiner Utopie Gefallen und wird von ihm als persönliche Assistentin angestellt. Auf der glamourösen Hochzeit von Crassus mit der machthungrigen Journalistin Wow Platinum verbreitet Clodio Pulcher, der eifersüchtige Neffe des Bankiers, ein gefälschtes Sextape seines Cousins, um sein eigenes finanzielle Erbe zu bewahren. Der angebliche Skandal, Cesar hätte eine Beziehung mit der minderjährigen Sängerin Vesta Sweetwater gehabt, wird allerdings schon bald entlarvt. Auch Julia glaubt den anhaltenden Gerüchten nicht, ist sogar von Cesars Unschuld im Todesfall seiner Ehefrau überzeugt und beginnt schließlich eine Beziehung mit ihm.
Als ein sowjetischer Satellit auf New Rome abstürzt und Teile der Innenstadt zerstört, beginnt Cesar gegen den Willen Ciceros mit dem Bau von Megalopolis. Trotz des Einwirkens von Julia konnten sich beide Seiten nicht versöhnen und als Cicero von der Schwangerschaft seiner Tochter erfährt, sieht er seinem Niedergang entgegen. In einem verzweifelten Akt bietet Cicero Cesar ein Geständnis an, selbst für den Tod von Sunny Hope verantwortlich zu sein, wenn der Architekt dafür im Gegenzug seine Tochter verlässt, doch Cesar lehnt ab. Das entstandene Machtvakuum in der Stadt und die Unzufriedenheit in der Bevölkerung über Zwangsenteignungen zugunsten des Megalopolis-Projekts nutzt Clodio Pulcher dazu, Hass unter den Einwohnern von New Rome zu schüren und Anhänger hinter sich zu versammeln. Gemeinsam mit Wow Platinum übernimmt er in einem Streich die Bank seines Onkels Hamilton Crassus III. und friert Cesars Konten ein.
Cesar wird von Clodios Anhängern auf der Straße angeschossen, aber mithilfe des Megalons von Julia gerettet. Als sich die Ausschreitungen ausweiten, flieht Cicero mit seiner Familie in New Romes Untergrund, während Cesar versucht, die Bevölkerung von seinem Projekt zu überzeugen. Crassus rächt sich unterdessen für den Putsch und tötet seine Ehefrau Wow Platinum mit Pfeil und Bogen. Auch Clodio kann das Geld seines Onkels nicht zu seinen Gunsten nutzen, als er von der durch Cesar überzeugten Bevölkerung gelyncht wird. Einige Zeit später ist die Errichtung von Megalopolis vollendet, während Cesar und Julia eine Tochter bekommen und sie Sunny Hope genannt haben. Cesar versöhnt sich auf der Einweihung mit Cicero und verspricht ihm, stets alles für eine bestmögliche Zukunft tun zu werden.

## Produktion

### Entwicklung und Realisierungsversuche

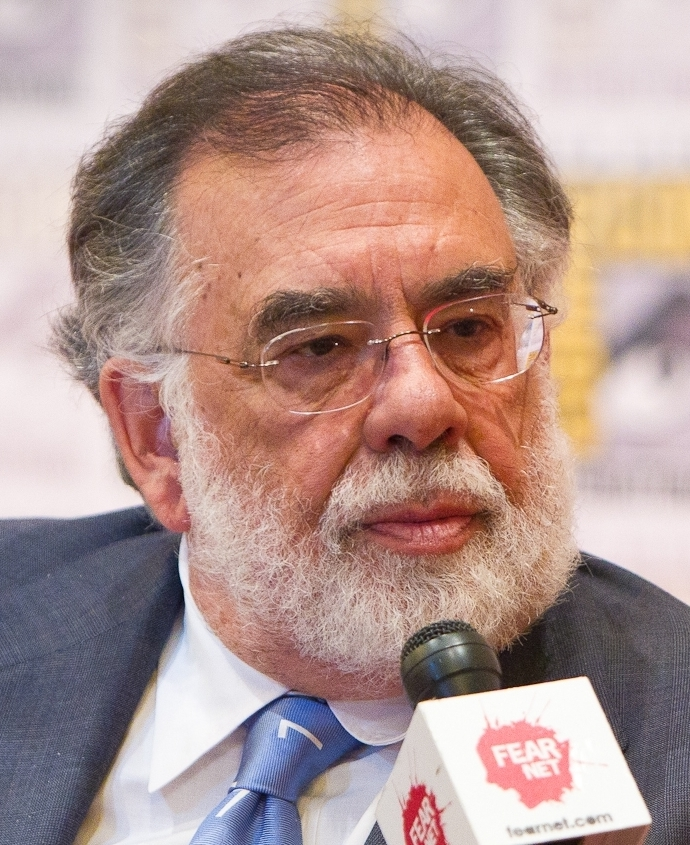
Für Francis Ford Coppola war Megalopolis ein Herzensprojekt.

“I’ve described my experience with it as like being in love with a woman that, basically, doesn’t want you.”

„Ich habe meine Erfahrung damit so beschrieben, als wenn man in eine Frau verliebt ist, die einen im Grunde nicht will.“

Der Filmemacher Francis Ford Coppola – Regisseur von Filmklassikern wie der Pate-Trilogie und Apocalypse Now – begann in den frühen 1980er Jahren mit den Arbeiten an seinem Herzensprojekt Megalopolis. Im Stile von Werken von Cecil B. DeMille erzählt der futuristische Monumentalfilm eine Geschichte über den Wiederaufbau von New York City nach einer verheerenden Katastrophe. Coppola konzipierte Megalopolis dabei weniger mit finanziellen oder popkulturellen Hintergedanken, sondern wollte aus einem antiimperialistischen Standpunkt heraus ein eher intellektuelles Werk erschaffen. So sollte der Film sowohl die chaotische und harte Lebensrealität verschiedener Gesellschaftsschichten aufzeigen, aber auch philosophische Fragen mit Anspielungen auf das Römische Reich stellen und so Themen aus Politik, Architektur sowie Gesellschaft und den Konflikt zwischen Vergangenheit und Zukunft vereinen.
Verschiedenenorts wurde Megalopolis als Mischung aus Science-Fiction, urbaner Fantasy, Romanze und Experimentalfilm beschrieben. Coppola selbst nannte als kreative Einflüsse die Catilinarische Verschwörung, den von H. G. Wells geschriebenen Science-Fiction-Film Was kommen wird (1936) und seine eigene Kindheit in New York City, in der er von Wissenschaftlern und Forschern fasziniert gewesen sei. Literarische Vorbilder waren derweil die Bücher Schulden: Die ersten 5000 Jahre, Bullshit Jobs sowie Anfänge von David Graeber, Das Glasperlenspiel von Hermann Hesse, Kelch und Schwert von Riane Eisler, The Origins of Political Order von Francis Fukuyama, The War Lovers von Evan Thomas und The Swerve von Stephen Greenblatt.
Noch in den 1980er Jahren schrieb Coppola unzählige Drehbuchfassungen und endete so bei einem Skript, das mit über 200 Seiten fast doppelt so lang wie ein Standard-Drehbuch in Hollywood war. Für die Umsetzung hatte der Filmemacher verschiedene Ideen und erwog so unter anderem eine viertägige Theateraufführung, beauftragte 1989 aber auch den Szenenbildner Dean Tavoularis und den Comicautor Jim Steranko mit dem Entwurf von Kulissen in den römischen Filmstudios Cinecittà. Eine Realisierung von Megalopolis scheiterte Anfang der 1990er Jahre letztendlich an Coppolas Privatinsolvenz und fehlenden Möglichkeiten zur Finanzierung des Projektes. Der Regisseur entschied sich daher dazu, mit Bram Stoker’s Dracula (1992), Jack (1996) und Der Regenmacher (1997) eine Reihe von lukrativen Studiofilmen zu inszenieren, um seine eigene wirtschaftliche Situation zu verbessern und weitere finanzielle Mittel zur Umsetzung von Megalopolis zu sammeln. Durch die Regiearbeiten konnte Coppola so ein Produktionsbudget in Höhe von 50 bis 60 Millionen US-Dollar zusammentragen.
Zu Beginn der 2000er Jahre unternahm Coppola den ersten großen Realisierungsversuch von Megalopolis. Er veranstaltete Lesungen des Drehbuchs mit Darstellern wie Paul Newman, Robert De Niro, Leonardo DiCaprio, James Gandolfini, Edie Falco, Uma Thurman oder Sarah Polley und filmte in Zusammenarbeit mit Kameramann Ron Fricke über 30 Stunden an Second-Unit-Material von New York City mit damals modernen 24fps-Digitalkameras. Die eigentlichen Dreharbeiten sollten im Sommer 2001 beginnen, doch nach den Terroranschlägen am 11. September 2001 wurde das Filmprojekt in den Entwicklungszustand zurückversetzt. Coppola gab später als Grund an, dass die realen Geschehnisse zu sehr mit seiner Geschichte kollidiert seien und ihn zwar von der Aktualität des Filmprojekts überzeugt hätten, er zu diesem Zeitpunkt aber nicht gewusst habe, wie er die Anschläge in seine Erzählung integrieren solle. So wollte er sich zunächst Zeit für eine Drehbuchüberarbeitung nehmen und erst im Herbst 2002 mit der Produktion von Megalopolis beginnen.
Coppola, der in Hollywood zu diesem Zeitpunkt kein angesagter Regisseur mehr war und daher nicht auf die finanzielle Unterstützung von großen Filmstudios hoffen konnte, musste von einer Realisierung von Megalopolis schließlich absehen. Zwischenzeitlich erwog er sogar, sich nach dem Fehlschlag komplett aus der Filmbranche zurückzuziehen, entschied sich letztendlich aber dafür, weiterhin persönliche Filme abseits des Mainstreams drehen zu wollen. So flossen die für Megalopolis zusammengetragenen Gelder schließlich in die Finanzierung des Fantasydramas Jugend ohne Jugend (2007). Gleichzeitig sammelte er weiterhin Ideen in einem Notizbuch und schrieb über die Jahre über 300 Neufassungen des Drehbuchs zu Megalopolis.

### Umsetzung und Finanzierung
Trotz Arbeiten an anderen Filmprojekten verfolgte Francis Ford Coppola in den folgenden Jahren weiterhin den Traum, Megalopolis eines Tages verfilmen zu können. Um die Chancen einer Umsetzung im hohen Alter zu erhöhen, verbesserte der übergewichtige Filmemacher seinen Gesundheitszustand und nahm rund 30 Kilogramm an Körpergewicht ab. Im Alter von 80 Jahren und acht Jahre nach seiner letzten Regiearbeit Twixt – Virginias Geheimnis startete Coppola 2019 schließlich einen neuen Realisierungsversuch von Megalopolis. Die Produktion übernahm sein eigenes Unternehmen American Zoetrope, das er 1969 gemeinsam mit George Lucas gegründet hatte. Coppolas Ambition war es, mit Megalopolis den Höhepunkt seines künstlerischen Schaffens zu realisieren und dafür all seine gesammelten Erfahrungen im Bereich des Filmemachens einfließen zu lassen. Mehrfach machte er dabei seine Ablehnung gegenüber modernen Kinoproduktionen deutlich und betonte, dass Megalopolis einem jüngeren Publikum wieder Mut machen solle, jedes bestehende Problem lösen zu können. Der Film untersuche dabei die Natur des Menschen und solle laut Coppola zum Überdenken von bestehenden Gesellschaftsformen anregen.
Zur Umsetzung von Megalopolis tat sich Coppola mit dem Unternehmen CAA Media Finance zusammen, das die Finanzierung des Films arrangieren sollte und den internationalen Verkauf der Filmrechte übernahm. Da sich weiterhin kein großes Filmstudio des Projektes annahm, erklärte sich Coppola bereit, die wirtschaftlichen Risiken wie einst bei seinen Werken Apocalypse Now (1979) und Einer mit Herz (1982) selbst zu tragen und Megalopolis aus eigener Tasche zu finanzieren. Durch den Verkauf von Teilen seines Weinbaugebiets im kalifornischen Sonoma County, durch das Coppola über die Jahre mehr Geld als mit seiner Filmtätigkeit verdient hatte, konnte er Sicherheiten für einen Kredit vorweisen, mit dem er Produktionskosten zwischen 100 und 120 Millionen US-Dollar abdecken wollte. Auch einige private Investoren hatten sich für eine Partnerschaft bereiterklärt, sollten nach Coppolas Plänen aber nur im Notfall berücksichtigt werden. Das finale Budget soll letztendlich unter der Marke von 100 Millionen US-Dollar gelegen haben. Das Münchner Unternehmen Rise FX war an der Erstellung der visuellen Effekte beteiligt. Der FilmFernsehFonds Bayern förderte die Produktion von Megalopolis daher mit 480.000 Euro.

### Figuren und Besetzung
Bereits im Frühjahr 2019 begann Coppola erste Gespräche mit möglichen Darstellern und unterbreitete Jude Law und Shia LaBeouf Angebote für die Hauptrollen. Im Castingprozess setzte der Filmemacher dabei gezielt auf kontroverse Schauspieler, um Megalopolis nach Eigenaussage nicht zu „irgendeiner woken Hollywood-Produktion“ zu machen. Zwei Jahre später folgten Verhandlungen mit Darstellern wie Oscar Isaac, Forest Whitaker, Cate Blanchett, Jon Voight, Zendaya, Michelle Pfeiffer und Jessica Lange. Coppola plante auch eine Wiedervereinigung mit James Caan, der durch die ersten beiden Pate-Filme zu einem der größten Filmstars der 1970er Jahre geworden war.
Zentrale Rollen des Ensemblefilms wurden schließlich mit Adam Driver, Giancarlo Esposito, Nathalie Emmanuel und Jon Voight besetzt. Megalopolis fokussiert sich dabei auf den von Driver verkörperten Architekten Cesar Catilina, der sich in einem rivalisierenden Wettstreit mit dem von Esposito gespielten Bürgermeister Franklyn Cicero befindet. In weiteren Hauptrollen verkörpern Emmanuel Ciceros Tochter Julia, Voight Catilinas reichen Onkel Hamilton Crassus III., Shia LaBeouf dessen eifersüchtigen Neffen Clodio Pulcher und Aubrey Plaza die machthungrige Journalistin Wow Platinum. Für Laurence Fishburne, der als Catilinas Chauffeur Fundi Romaine und Erzähler des Films in Erscheinung tritt, stellte Megalopolis die fünfte Zusammenarbeit mit Regisseur Coppola dar, nachdem er einst mit Apocalypse Now seine Filmkarriere begonnen hatte und auch in Rumble Fish (1983), Cotton Club (1984) und Der steinerne Garten (1987) zu sehen war.
In einer kleineren Nebenrolle verkörpert Coppolas Schwester Talia Shire Catilinas Mutter Constance, während Shires Sohn Jason Schwartzman als ein Anhänger des Bürgermeisters Cicero zu sehen ist. Zudem übernahmen Grace VanderWaal, Balthazar Getty, James Remar und Haley Sims die Rollen von Catilinas befreundeter Sängerin Vesta Sweetwater, seiner rechten Hand Aram Kazanjian, seines Mitarbeiters Charles Cothope und seiner verstorbenen Ehefrau Sunny Hope. Auf Seiten Ciceros übernahmen wiederum Kathryn Hunter die Rolle seiner Ehefrau Teresa und Dustin Hoffman jene seines Fixers Nush Berman, während Daniel Bernard Sweeney den vom Bürgermeister bezahlten Polizisten Stanley Hart spielt. In weiteren Nebenrollen verkörpern Chloe Fineman, Madeleine Gardella und Isabelle Kusman die Schwestern von Clodio Pulcher, während Bailey Ives als dessen rechte Hand Huey Wilkes zu sehen ist.

### Dreharbeiten und Zwischenfälle
Die Dreharbeiten erfolgten zwischen dem 1. November 2022 und dem 30. März 2023 in New York City und Atlanta, Georgia. Als Kameramann fungierte der Rumäne Mihai Mălaimare Junior, der zuvor bereits bei den Filmen Jugend ohne Jugend (2007), Tetro (2009) und Twixt – Virginias Geheimnis (2011) mit Regisseur Francis Ford Coppola zusammengearbeitet hatte. Für Megalopolis griff der Filmemacher erstmals auf eine Volume-Technik in den Trilith Studios zurück, bei der virtuelle Hintergründe bereits am Filmset über LED-Leinwände eingefügt wurden.
Nachdem etwa die Hälfte der geplanten Filmaufnahmen abgeschlossen worden war, kamen Anfang Januar 2023 Berichte über „chaotische“ Zustände am Filmset von Megalopolis auf. Beteiligte sprachen davon, dass Drehpläne oft nicht vorhanden waren und Coppola daher zunehmend auf Improvisationen zurückgreifen musste. Ein Großteil der Zeit am Filmset soll dabei mit der Warterei auf den Regisseur vergeudet worden sein, während dieser in seiner Unterkunft darüber nachgedacht habe, was man an jenem Tag drehen könnte. Auch Vorwürfe von angeblichen übergriffigem Verhalten seitens Coppola gegenüber weiblichen Statisten kamen auf; der Executive Producer Darren Demetre wies diese als haltlose üble Nachrede zurück.
Aufgrund der Produktionsverzögerungen kam es zu einer Kostenexplosion, die die Fertigstellung des Filmprojekts gefährdet haben soll. Zur Kostenreduzierung stieg Coppola daher von der teuren Volume- auf die günstigere Greenscreen-Technik um und entließ das gesamte VFX-Team unter der Leitung von Mark Russell. Im Folgemonat stiegen auch die Szenenbildnerin Beth Mickle und der Artdirector David Scott beim Filmprojekt aus, was Megalopolis ohne Art Department zurückließ. Coppola selbst dementierte die Berichte über ein außer Kontrolle geratenes Filmprojekt, räumte aber Veränderungen im Filmstab ein. Nach seiner Darstellung erfolgte die Trennung von Mickle und Scott branchenüblich aufgrund kreativer Differenzen, weshalb Bradley Rubin als neuer Szenenbilder verpflichtet worden sei. Auch Hauptdarsteller Adam Driver verteidigte die Produktion von Megalopolis und gab an, dass man weiterhin zeitlich und finanziell im Plan liege.
Parallel zu den Dreharbeiten entstand unter der Regie von Mike Figgis die Making-of-Dokumentation Megadoc, die im September 2025 auf den Internationalen Filmfestspielen von Venedig uraufgeführt werden und im Anschluss in die US-amerikanischen Kinos kommen soll.

### Marketing und Veröffentlichung

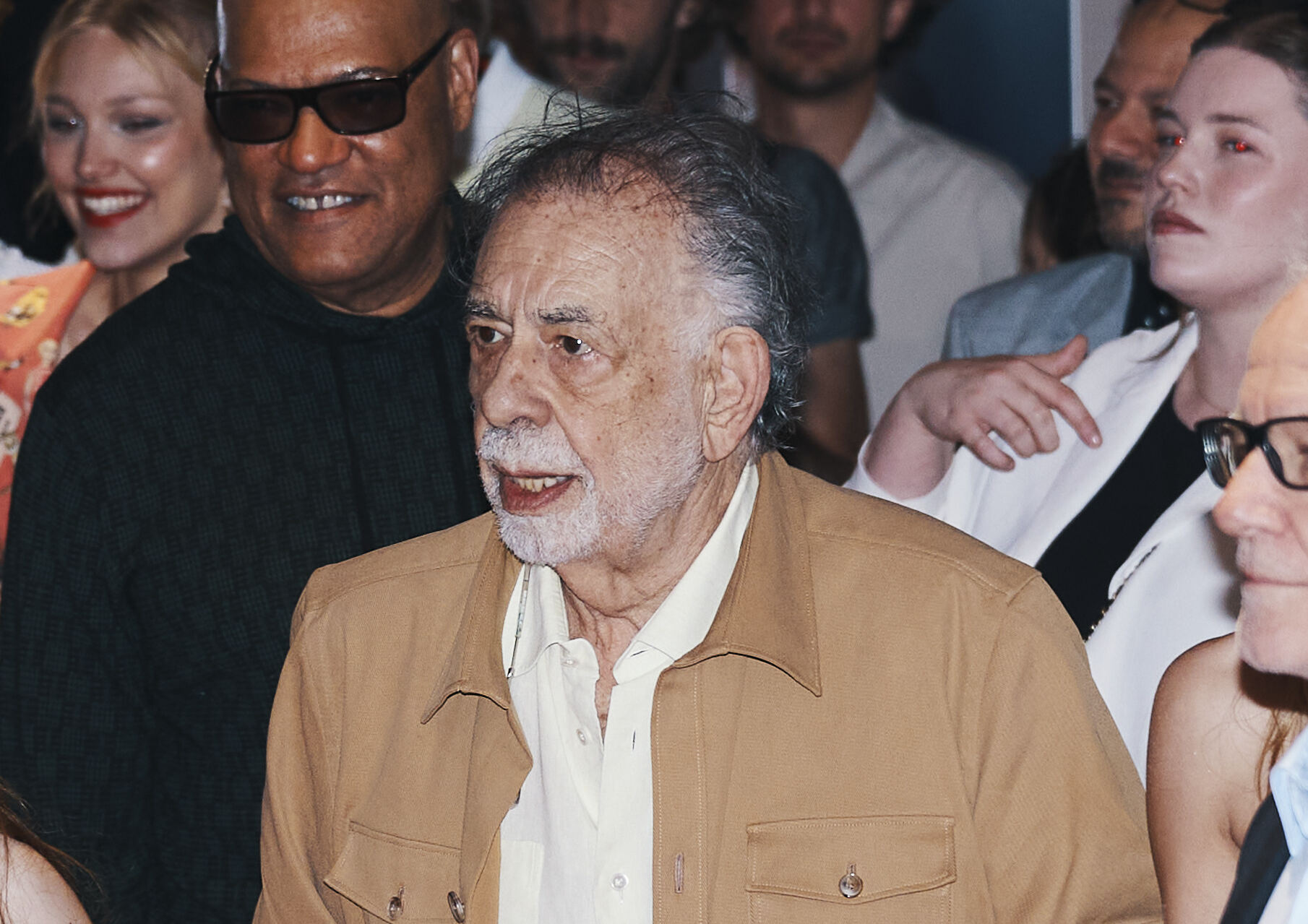
Francis Ford Coppola auf der Weltpremiere im Mai 2024 in Cannes

Eine erste nichtöffentliche Vorführung von Megalopolis erfolgte am 28. März 2024 in Los Angeles, wo der Film auf der Suche nach einem Distributor interessierten Filmstudios vorgestellt wurde. Die Reaktionen der Anwesenden fiel nach Branchenberichten allerdings eher enttäuschend aus, wobei insbesondere der experimentelle Charakter des Films als einem breiten Publikum nur schwer vermarktbar angesehen wurde. Einige größere Verleiher wie Focus Features zogen sich daher entgegen Coppolas Erwartung aus dem Bieterwettstreit zurück.
Ein Teaser, den Coppola seiner kurz zuvor verstorbenen Ehefrau Eleanor Coppola widmete, wurde am 4. Mai 2024 veröffentlicht; ein erster Trailer folgte neun Tage später. Die Veröffentlichung eines zweiten Trailers am 21. August 2024 wurde bereits nach wenigen Stunden zurückgezogen, nachdem das Bildmaterial aufgrund gefälschter Aussagen von Kritikern über frühere Filme von Francis Ford Coppola in die Kritik geraten war.
Die Weltpremiere erfolgte am 16. Mai 2024 im Wettbewerb der Internationalen Filmfestspiele von Cannes. Daneben fanden weitere Aufführungen im September 2024 auf den Filmfestivals von Toronto und San Sebastián statt. Bereits zuvor sicherte sich Lionsgate die US-amerikanischen Vertriebsrechte und setzte einen Kinostart für den 27. September 2024 an. Der Film wurde dabei auch im IMAX-Format gezeigt. Im deutschsprachigen Raum kam Megalopolis bereits einen Tag zuvor durch Constantin Film in die Kinos.
Nach dem finanziellen Misserfolg an den Kinokassen erfolgte unüblicherweise zunächst keine Veröffentlichung fürs Heimkino, um die Verluste auszugleichen. Stattdessen tourte Coppola mit dem Film im Sommer 2025 durch amerikanische Großstädte wie New York City, Chicago, Denver und San Francisco und wohnte Aufführungen von Megalopolis bei, ehe er Podiumsdiskussionen unter dem Titel „How To Change Our Future“ über die Themen des Films führte. So wollte er weitere Kinovorführungen auch ohne seine eigene Anwesenheit begünstigen, da Megalopolis in seinen Augen für die große Leinwand geschaffen sei. Zur Popularität soll auch eine Graphic-Novel-Adaption des Films mit dem Titel Francis Ford Coppola’s Megalopolis: An Original Graphic Novel beitragen, die im Oktober 2025 beim Verlag Abrams Books erscheinen wird. Für die Geschichte zeichnet Chris Ryall verantwortlich, während Jacob Phillips die Illustrationen übernahm.

## Synchronisation
Die deutschsprachige Synchronisation entstand nach einem Dialogbuch und unter der Dialogregie von Axel Malzacher bei Interopa Film.
| Rolle                         | Darsteller             | Synchronsprecher     |
| ----------------------------- | ---------------------- | -------------------- |
| Cesar Catilina                | Adam Driver            | Julien Haggège       |
| Bürgermeister Franklyn Cicero | Giancarlo Esposito     | Torsten Michaelis    |
| Julia Cicero                  | Nathalie Emmanuel      | Jacqueline Belle     |
| Clodio Pulcher                | Shia LaBeouf           | David Turba          |
| Hamilton Crassus III.         | Jon Voight             | Lutz Riedel          |
| Wow Platinum                  | Aubrey Plaza           | Anja Stadlober       |
| Fundi Romaine                 | Laurence Fishburne     | Tom Vogt             |
| Vesta Sweetwater              | Grace VanderWaal       | Zalina Sanchez       |
| Constance Crassus Catilina    | Talia Shire            | Liane Rudolph        |
| Teresa Cicero                 | Kathryn Hunter         | Judith Steinhäuser   |
| Nush Berman                   | Dustin Hoffman         | Joachim Tennstedt    |
| Huey Wilkes                   | Bailey Ives            | Kaze Uzumaki         |
| Jason Zanderz                 | Jason Schwartzman      | Norman Matt          |
| Commissioner Stanley Hart     | Daniel Bernard Sweeney | Johannes Berenz      |
| Clodia Pulcher                | Chloe Fineman          | Patricia Strasburger |
| Charles Cothope               | James Remar            | Tim Moeseritz        |

## Rezeption

### Altersfreigabe
In den Vereinigten Staaten erhielt Megalopolis von der MPA aufgrund von sexuellen Inhalten, Nacktheit, Drogenkonsum, der Sprache und vereinzelten Gewaltdarstellungen ein R-Rating. In Deutschland vergab die FSK eine Freigabe ab 16 Jahren. In der Freigabebegründung heißt es, die Parabel auf die heutigen USA sei mit zahlreichen Verweisen auf das Römische Reich, in überbordenden Bildern und mit einer Vielzahl an Figuren wie auch literarischen Anspielungen erzählt. Einzelne potenziell irritierende Darstellungen von Gewalttaten, Orgien und Drogenkonsum könnten von Jugendlichen ab 16 Jahren dabei in den Kontext eingeordnet und verarbeitet werden, ebenso wie die teils verzerrende Darstellung weiblicher Sexualität. Das realitätsferne Setting und die stilisierte Inszenierung würden zudem ausreichende Distanzierungsmöglichkeiten bieten.

### Kritiken
Erste Stimmen nach der Weltpremiere in Cannes fielen zwiegespalten aus und nahmen zum Teil extreme Positionen ein. Während Megalopolis so von einigen Kritikern für seine Kühnheit gelobt und als Meisterwerk bezeichnet wurde, bezeichneten andere Journalisten den Film als Desaster und stellten seine Existenzberechtigung in Frage. Auf den Filmfestspielen selbst erhielt Megalopolis nach seiner Uraufführung eine siebenminütige Standing ovation, auch wenn einige Aspekte des Films Verwirrung beim Publikum auslösten. Unter den positiven Filmbesprechungen war davon die Rede, dass Megalopolis ein amüsantes, verspieltes und visuell umwerfendes Werk sei, das die Möglichkeiten des Kinos neu erfinde und von einer rührenden Hoffnung für die Menschheit erleuchtet sei. Innerhalb der zweistündigen Laufzeit breche Regisseur Francis Ford Coppola viele Grundregeln des Filmemachens, langweile das Publikum aber nie.
Andere Stimmen zeigten sich derweil verhaltener, attestierten Megalopolis allerdings, durchaus vieles zum Genießen bieten zu können, wenn man sich als Zuschauer von der Erwartung verabschiede, das nächste Meisterwerk von Coppola zu sehen. Mehrfach wurde dem Film aber auch vorgeworfen, chaotisch, überladen und schwerfällig zu sein. So sei Megalopolis vollgestopft mit schrecklicher Schauspielerei und billigen visuellen Effekten – gleichzeitig hyperaktiv und leblos. Das Werk wirke wie die Fiebergedanken eines frühreifen Kindes; der als Fabel betitelte Film eher wie eine Farce. Insbesondere die willkürlich eingestreuten Sexszenen ohne Mehrwert für die Handlung erfuhren dabei teils deutliche Kritik.
Megalopolis konnte 45 % der 293 bei Rotten Tomatoes gelisteten Kritiker überzeugen und erhielt dabei eine durchschnittliche Bewertung von 4,8 Punkten. Als zusammenfassendes Fazit zieht die Seite, das überladene Werk sei eher ein kreatives Manifest als eine überzeugende Erzählung und dabei in gleichen Teilen anregend und schlampig. Bei Metacritic erhielt der Film basierend auf 60 Rezensionen einen Metascore von 55 von 100 möglichen Punkten. Vom Kinopublikum erhielt Megalopolis den CinemaScore „D+“ und kam bei Zuschauern somit deutlich schlechter an.
Ein positives Urteil zieht Peter Debruge von der Filmzeitschrift Variety, für den Megalopolis jenes gigantische, rücksichtslose und ehrgeizige Epos sei, für das sowohl Kritiker als auch das breite Publikum Regisseur Francis Ford Coppola zu verehren gelernt hätten. Der Film sei eine grelle, mit Ideen vollgestopfte Monstrosität, in denen Coppola ewige Themen der Menschheit wie Gier, Korruption, Loyalität und Macht behandle. Aufgrund dieser realitätsnahen Aspekte sei Megalopolis dabei weniger als Science-Fiction-Film zu betrachten, sondern mehr als Coppolas zutiefst persönliche Allegorie auf sein Verhältnis zur Kunst und das „Late-Career-Statement“ eines Mannes, der nie aufgehört habe, ans Kino zu glauben. Die erstklassige, zumeist ernste, manchmal aber auch seltsam cartoonhafte Darstellerriege verleihe dem Film dabei eine gestelzte, fast theatralische Qualität, die einzig durch Shia LaBeouf und Aubrey Plaza einige satirische Noten bekomme. Tonal sei Megalopolis so zwischen Shakespeare und Kitsch eingeordnet, wobei einige gezielt unanständige Momente verhindern würden, dass die Fabel zu wichtigtuerisch wirke. Andere Ideen würden hingegen nicht aufgehen und so beispielsweise Teile der Ikonografie empörend aus der Zeit gefallen wirken, während der zentrale Machtkampf im Vergleich zur Erfolgsserie Succession verblasse. Auch das Worldbuilding ist für Debruge nicht Coppolas größte Stärke, weshalb Animation womöglich der bessere Weg zum Erzählen der Geschichte gewesen sei.
Begeistert zeigt sich auch Manohla Dargis von der New York Times, die Megalopolis als aus allen Nähten platzende, wunderbar abgedrehte Halluzination eines Films bezeichnet, die sich möglicherweise als Schwanengesang von Regisseur Francis Ford Coppola erweisen könnte. Das faszinierende Werk fühle sich wie sein Fiebertraum über das Kino selbst an, der zugleich eine melancholische Klage und eine futuristische Fantasie sei. Dabei sei es leicht, Megalopolis in einer autobiografischen Hinsicht zu sehen und den Film als Coppolas persönliche Botschaft epischen Ausmaßes zu verstehen. Der Filmemacher bediene sich wiederholt beim frühen Kino der Stummfilmzeit, dem klassischen Hollywood, aber auch bei Theatern und Varietés. In dieser Abkehr von zeitgenössischen Normen ähnle Megalopolis eher dem experimentellen Expressionismus wie in Coppolas Werken Einer mit Herz oder Rumble Fish als dem Klassizismus von Der Pate. Trotz aller ernsten Gespräche, düsteren Vorzeichen und hohen Idealen sei der Film so auch ein Grund zum Vergnügen, voller Slapstick-Einlagen sowie großer und kleiner Komik. Daneben hebt Dargis insbesondere die Visualität von Megalopolis positiv hervor. Obwohl die Szenerie größtenteils wie eine aufwendige Soundstage aussehe, sei die Schönheit mancher Bilder überwältigend.
Deutlich kritischer steht Peter Bradshaw vom Guardian dem aufgeblähten, langweiligen und verblüffend oberflächlichen Film gegenüber, den er als Coppolas „Leidenschaftsprojekt ohne Leidenschaft“ bezeichnet. Megalopolis könne mit seiner stark ausgestatteten Art-déco-Theatralik manchmal zwar ein interessant selbstbewusstes Spektakel erzeugen, das wie eine altmodische Shakespeare-Inszenierung wirke und in einigen Momenten an Filmklassiker wie Metropolis oder Ein Mann wie Sprengstoff erinnere. Doch auch ein paar humorvolle Einfälle könnten diesen Verschwörungsthriller nicht vor schrecklichem Schauspiel, billigen visuellen Effekten und einer veralteten Rhetorik bewahren. Insgesamt sei der Film dabei gleichzeitig hyperaktiv und leblos.
Ein vernichtendes Fazit zieht Maureen Lee Lenker in ihrer Filmkritik für Entertainment Weekly, in der sie Megalopolis als „Schandfleck auf dem Vermächtnis“ von Regisseur Francis Ford Coppola bezeichnet. Der Film schaffe es dabei irgendwie, sowohl chaotisch und aufgebläht als auch unverzeihlich langweilig zu sein. Auch wenn Megalopolis zwar ein nobles Ziel verfolge, sage das schleppende Drama in seiner fast dreistündigen Laufzeit nichts Kohärentes aus und nehme den behandelten Themen jegliche Spannung. Die verworrene Erzählung über eine alberne Liebesgeschichte, die mit Science-Fiction-Vorstellungen und Elementen des Futurismus und der Bauhaus-Bewegung vereint werde, wirke zwar fast wie eine Geschichte aus Shakespeares Feder, lasse aber am nötigen Witz und der Poesie vermissen. Stattdessen schwelge Megalopolis in Exzessen, die noch nicht einmal interessant inszeniert seien, und habe eine Reihe ziemlich bedeutungsloser Figuren mit schrecklich hölzernen Schauspielleistungen zu bieten. Daneben kommt Lenker auch zu dem Schluss, dass der Film trotz seiner eigentlich zukunftsgewandten Thematik in der Vergangenheit stecken gebliebene Ansichten über Sexualität, Geschlechterrollen und Macht vertrete.

### Einspielergebnis
Am Startwochenende enttäuschte Megalopolis an den US-amerikanischen Kinokassen und belegte mit Einnahmen in Höhe von rund vier Millionen US-Dollar nur den sechsten Platz der Kino-Charts. Auch in Deutschland blieb der Film mit weniger als 20.000 Kinobesuchern im selben Zeitraum hinter den Erwartungen zurück. Die weltweiten Einnahmen aus Kinovorführungen belaufen sich auf 13,9 Millionen US-Dollar, von denen Megalopolis allein 7,6 Millionen im nordamerikanischen Raum erwirtschaften konnte. Angesichts von Produktions- und Marketingkosten in Höhe von rund 140 Millionen US-Dollar gilt der Film damit als finanzieller Flop.

### Auszeichnungen
Dorian Awards 2025
- Nominierung als Kitschigster Film[67]

Goldene Himbeere 2025
- Auszeichnung für die Schlechteste Regie (Francis Ford Coppola)
- Auszeichnung als Schlechtester Nebendarsteller (Jon Voight, auch für Reagan, Shadow Land & Strangers)
- Nominierung als Schlechtester Film
- Nominierung für das Schlechteste Drehbuch (Francis Ford Coppola)
- Nominierung als Schlechtester Nebendarsteller (Shia LaBeouf)
- Nominierung als Schlechteste Filmpaarung (die gesamte Besetzung)

Hawaii Film Critics Society Awards 2025
- Nominierung als Bester unbeachteter Film[68]

International Cinephile Society Awards 2025
- Nominierung als Bester Film
- Nominierung als Beste Nebendarstellerin (Aubrey Plaza)[69]

Make-Up Artists and Hair Stylists Guild Awards 2024
- Nominierung für die Besten zeitgenössischen Frisuren (Terrie Velazquez Owen, April Schuller, Tracy Moss, Victor Paz & Alexis Continenente)[70]

Michigan Movie Critics Guild Awards 2024
- Nominierung für den „MMCG Award for Film Excellence“ für einen Filmemacher mit Bezug zu Michigan (Francis Ford Coppola)[71]

Philadelphia Film Critics Circle Awards 2024
- Runner-up als Beste Nebendarstellerin (Aubrey Plaza)[72]

Portland Critics Association Awards 2025
- Nominierung als Bester Science-Fiction-Film[73]

Saturn-Award-Verleihung 2025
- Nominierung als Bester Science-Fiction-Film

Set Decorators Society of America Awards 2025
- Nominierung für die Beste Ausstattung in einem Fantasy- oder Science-Fiction-Film (Lisa Sessions Morgan, Beth Mickle & Bradley Rubin)[74]